# Ardisia lethomasiae
Ardisia lethomasiae är en viveväxtart som beskrevs av A. Taton. Ardisia lethomasiae ingår i släktet Ardisia och familjen viveväxter. Inga underarter finns listade i Catalogue of Life.